# Ileana Salvador
Ileana Salvador (ur. 16 stycznia 1962 w Noale) – włoska lekkoatletka, specjalizująca się w chodzie sportowym, uczestniczka letnich igrzysk olimpijskich w Barcelonie (1992).

## Sukcesy sportowe
- pięciokrotna mistrzyni Włoch w chodzie na 5000 metrów – 1989, 1990, 1991, 1992, 1993[1]
- czterokrotna mistrzyni Włoch w chodzie na 10 kilometrów – 1987, 1989, 1990, 1992
- mistrzyni Włoch w chodzie na 20 kilometrów – 1993
- czterokrotna halowa mistrzyni Włoch w chodzie na 3000 metrów – 1989, 1990, 1992, 1993[2]
- mistrzyni Szwecji w chodzie na 5000 metrów – 1997[3]
- mistrzyni Szwecji w chodzie na 10 kilometrów – 1997
- dwukrotna halowa mistrzyni Szwecji w chodzie na 3000 metrów – 1997, 2001[4]

| Rok  | Miasto       | Zawody                    | Konkurencja    | Wynik         |
| ---- | ------------ | ------------------------- | -------------- | ------------- |
| 1989 | Budapeszt    | Halowe mistrzostwa świata | chód na 3000 m | brązowy medal |
| 1989 | Haga         | Halowe mistrzostwa Europy | chód na 3000 m | srebrny medal |
| 1989 | Duisburg     | Uniwersjada               | chód na 5 km   | złoty medal   |
| 1989 | L'Hospitalet | Puchar świata             | chód na 10 km  | brązowy medal |
| 1990 | Glasgow      | Halowe mistrzostwa Europy | chód na 3000 m | srebrny medal |
| 1990 | Split        | Mistrzostwa Europy        | chód 10 km     | brązowy medal |
| 1991 | Sewilla      | Halowe mistrzostwa świata | chód na 3000 m | brązowy medal |
| 1991 | Tokio        | Mistrzostwa świata        | chód na 10 km  | 7. miejsce    |
| 1992 | Genua        | Halowe mistrzostwa Europy | chód na 3000 m | srebrny medal |
| 1993 | Toronto      | Halowe mistrzostwa świata | chód na 3000 m | brązowy medal |
| 1993 | Stuttgart    | Mistrzostwa świata        | chód na 10 km  | srebrny medal |

## Rekordy życiowe
- chód na 3000 metrów (stadion) – 11:59,41 – Caserta 11/06/1992
- chód na 3000 metrów (hala) – 11:53,23 – Genua 29/02/1992 (były rekord Włoch)
- chód na 5 kilometrów – 20:26 – Barcelona 05/04/1992
- chód na 5000 metrów – 20:27,59 – Trydent 03/06/1989
- chód na 10 kilometrów – 41:30 – Livorno 10/07/1993
- chód na 10 000 metrów – 42:23,70 – Bergen 08/05/1993
- chód na 20 kilometrów – 1:31:53 – Baia Domizia 25/09/1993